# Luật Lieber
Luật Lieber ngày 24 tháng 4 năm 1863, còn được gọi là Lệnh chung số 100, là một chỉ thị được Tổng thống Hoa Kỳ Abraham Lincoln ký, áp dụng cho Lực lượng Liên minh Hoa Kỳ trong cuộc Nội chiến Hoa Kỳ quy định cách các binh sĩ nên tiến hành trong thời chiến. Tên của nó phản ánh tác giả của nó, nhà học giả pháp lý người Đức và nhà triết học chính trị người Mỹ Francis Lieber.

## Bối cảnh lịch sử
Lieber đã chiến đấu cho nước Phổ trong Chiến tranh Napoléon và đã bị thương trong trận chiến Waterloo. Sau đó, ông sống và dạy học trong hai thập kỷ ở Nam Carolina, nơi ông phải đối mặt với sự khủng khiếp của chế độ nô lệ. Bắt đầu vào tháng 10 năm 1861, với tư cách là giáo sư lịch sử và khoa học chính trị tại New York tại Đại học Columbia, Lieber đã giảng dạy một loạt các bài giảng tại Trường Luật mới có tên "Luật pháp và tập quán chiến tranh". Ông tin rằng các phương pháp được sử dụng trong chiến tranh cần thiết để phù hợp với các mục tiêu và rằng mục đích phải biện minh cho phương tiện.
Trong Nội chiến Hoa Kỳ, những người lính đã phải đối mặt với một số tình huống khó xử về đạo đức. Lieber biết về một số từ kinh nghiệm thời chiến ở châu Âu của mình, cũng như thông qua các con trai của ông (hai người đã chiến đấu cho Liên minh, và một người khác đã chiến đấu cho Liên minh gần Williamsburg). Trong khi ở St. Louis tìm kiếm một trong những người con trai của mình, người đã bị thương tại Fort Donelson, Lieber đã gặp Đại tướng Henry Halleck, người từng là luật sư trong đời sống dân sự và đã xuất bản "Luật quốc tế, hoặc, Quy tắc điều chỉnh sự giao thoa giữa các quốc gia trong hòa bình và chiến tranh "vào đầu năm 1861. Khi chiến tranh kéo dài, việc đối xử với các điệp viên, chiến binh du kích và các cảm tình viên dân sự trở nên đặc biệt rắc rối. Cũng vậy, việc đối xử với những nô lệ trốn thoát, những người bị cấm không được trả lại cho chủ sở hữu của họ theo lệnh ngày 13 tháng 3 năm 1862. Sau khi Halleck trở thành tổng giám đốc vào tháng 7 năm 1862, ông đã trưng cầu ý kiến của Lieber. Giáo sư đã trả lời với một báo cáo, "Các đảng Guerilla được coi là có liên quan đến Luật pháp và tập quán chiến tranh", và Halleck đã ra lệnh in 5.000 bản. Cùng mùa hè đó, Lieber khuyên Bộ trưởng Chiến tranh Edwin Stanton liên quan đến "việc sử dụng quân sự của người da màu".
Đến cuối năm, Halleck và Stanton đã mời Lieber đến Washington để sửa đổi Điều luật chiến tranh 1806. Các thành viên khác của ủy ban sửa đổi bao gồm Thiếu tướng Ethan Allen Hitchcock, George Cadwalader, và George L. Hartsuff, và Chuẩn tướng John Henry Martindale, nhưng về cơ bản Lieber được để lại bản thảo hướng dẫn cho các binh sĩ Liên minh đối mặt với những tình huống này. Halleck đã chỉnh sửa chúng để đảm bảo không có gì mâu thuẫn với Tuyên ngôn giải phóng của Lincoln. Sau đó, Lincoln đã ban hành chúng vào tháng 4 năm 1863.